# Institut flamand de la mer
L'Institut flamand de la mer (en néerlandais : Vlaams Instituut voor de Zee, le VLIZ, en anglais : Flanders Marine Institute) est un institut de recherche scientifique marine en Flandre, dans le nord de la Belgique.
Le gouvernement flamand a créé l'institut en 1999, en collaboration avec la province de Flandre occidentale et le Fonds pour la recherche scientifique. Le VLIZ encourage l'accumulation de connaissances et l'excellence dans la recherche sur les océans, les mers, les côtes et les estuaires. L'accent est mis sur la fourniture de services à la communauté des chercheurs, aux éducateurs, au grand public, aux décideurs politiques et à l'industrie. Le VLIZ promeut et soutient la recherche marine flamande et sert de point de contact national et international dans le domaine de la recherche marine.
L'institut soutient et héberge également des organisations internationales au nom du gouvernement flamand : le bureau de projet de la COI pour l'IODE, le secrétariat du European Marine Board et le secrétariat du European Marine Observation and Data Network (EMODnet) à Ostende, et le secrétariat de l'Initiative de programmation conjointe pour des mers et des océans sains et productifs (JPI Oceans) à Bruxelles.
Le VLIZ gère également le RV Simon Stevin, un navire de recherche marine. La mise à disposition du navire de recherche Simon Stevin, de robots marins et d'autres équipements et infrastructures de recherche est l'un des services fournis aux scientifiques marins en Flandre.
Le VLIZ développe également des systèmes de données, des produits, des technologies et des infrastructures. Il collecte et valorise le volume croissant de données marines au profit des chercheurs, des décideurs politiques et de l'industrie. En partenariat avec des groupes de recherche flamands, il développe des réseaux de mesure permanents en mer. L'institut a développé et hébergé le World Register of Marine Species et les sous-registres taxinomiques associés (dont la Global Compositae Database), et héberge l'Interim Register of Marine and Nonmarine Genera, ainsi que l'installation de surveillance du niveau de la mer du Système mondial d'observation du niveau de la mer. En novembre 2011, le VLIZ a été officiellement reconnu comme Centre mondial de données par le Conseil international pour la science (CIUS), basé à Paris.
Le VLIZ gère une collection de littérature scientifique marine en Flandre et la met à la disposition du public par l'intermédiaire de sa bibliothèque. L'Open Marine Archive permet de consulter gratuitement à distance plusieurs dizaines de milliers de publications. En outre, le VLIZ initie et mène des recherches en collaboration et en complémentarité avec les groupes de recherche marine flamands et internationaux, par exemple avec l'Université du Littoral-Côte-d'Opale (ULCO). Le VLIZ développe des produits et des services pour la communauté de la recherche marine et les décideurs politiques, ainsi que pour soutenir l'« économie bleue ». Le Compendium pour la côte et la mer est un guide qui répertorie qui fait quoi dans ce domaine en Flandre. Le VLIZ initie, promeut et soutient la recherche multidisciplinaire afin de combler les lacunes en matière de connaissances et de fournir une base pour la politique marine. Il le fait en collaboration avec la communauté flamande de recherche marine. Enfin, le bureau d'information contribue à accroître la connaissance des océans par le biais de la vulgarisation scientifique.